# 馬場纖毛寄居蟹
馬場纖毛寄居蟹（学名：Ciliopagurus babai）为活額寄居蟹科纖毛寄居蟹屬下的一个种。